# Rinopitec negre
El rinopitec negre (Rhinopithecus bieti) és una espècie de primat del grup dels presbitinis. Viu en zones muntanyoses del sud de la Xina i és el primat vivent que habita les altituds més elevades, després dels humans. El seu pelatge relativament llarg és una adaptació al seu hàbitat fesc. El pèl és negre a les extremitats i la part superior del cap, mentre que el cul, el coll, l'interior dels colzes i el ventre són de color blanquinós. La regió del musell és calba i de color rosa, mentre que el voltant dels ulls és de color groc clar o verd clar.